# فرودگاه کانگیرسوک
فرودگاه کانگیرسوک (به انگلیسی: Kangirsuk Airport) یک فرودگاه همگانی باربری با کد یاتا YKG است که یک باند فرود شن دارد و طول باند آن ۱۰۴۳ متر است. این فرودگاه در کشور کانادا قرار دارد و در ارتفاع ۱۲۳ متری از سطح دریا واقع شده است.

## شرکت‌های هواپیمایی و مقصدهای پروازی
| شرکت‌های هواپیمایی | مقصدهای پروازی                                                                                                   |
| ----------------- | --- |
| ایر اینویت        | اوپالوک، کانگیکسویواک، کویواک، مونترآل-پییر الیوت ترودو، کواگتاگ، ژان لوساژ شهر کبک، سللویت، سچففرویلل، تاسیوجاک |